# چارلی داوز
چارلی داوز (انگلیسی: Charlie Dawes؛ زادهٔ ۱۳ سپتامبر ۱۹۹۵) بازیکن فوتبال اهل بریتانیا است.
از باشگاه‌هایی که در آن بازی کرده‌است می‌توان به باشگاه فوتبال چسترفیلد، باشگاه فوتبال ماتلوک تاون، و باشگاه فوتبال استالی‌بریج سلتیک اشاره کرد.